# Geografia Zimbabwe

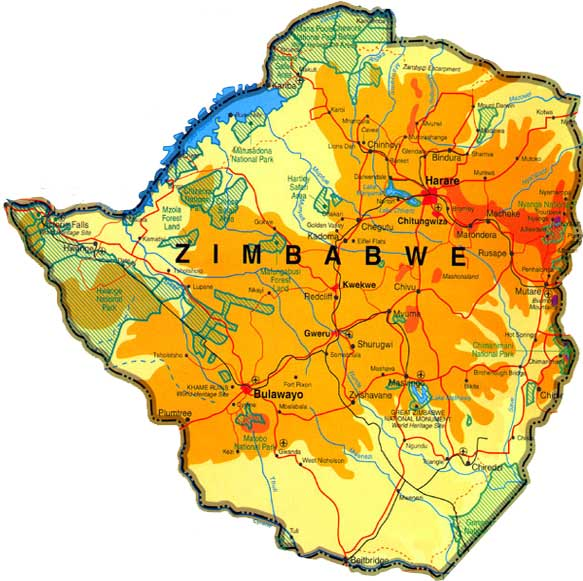
Mapa Zimbabwe

Zimbabwe jest średniej wielkości państwem położonym w Afryce Południowej, pomiędzy środkowymi odcinkami rzek: Zambezi i Limpopo. Zimbabwe było dawniej kolonią brytyjską, uzyskało niepodległość w 1980 roku.

## Powierzchnia i granice
Powierzchnia – 390 757 km²
Skrajne punkty – północny 15°36'S, południowy 22°30'S, zachodni 25°13'E, wschodni 33°5'E. Rozciągłość południkowa wynosi 750 km, a równoleżnikowa 830 km.
Zimbabwe graniczy z następującymi państwami:
- Botswana – 813 km
- Mozambik – 1231 km
- Południowa Afryka – 225 km
- Zambia – 797 km

Zimbabwe jest krajem śródlądowym, leżącym w odległości 180 km od Oceanu Indyjskiego, który jest najbliżej leżącym akwenem.

## Budowa geologiczna i rzeźba

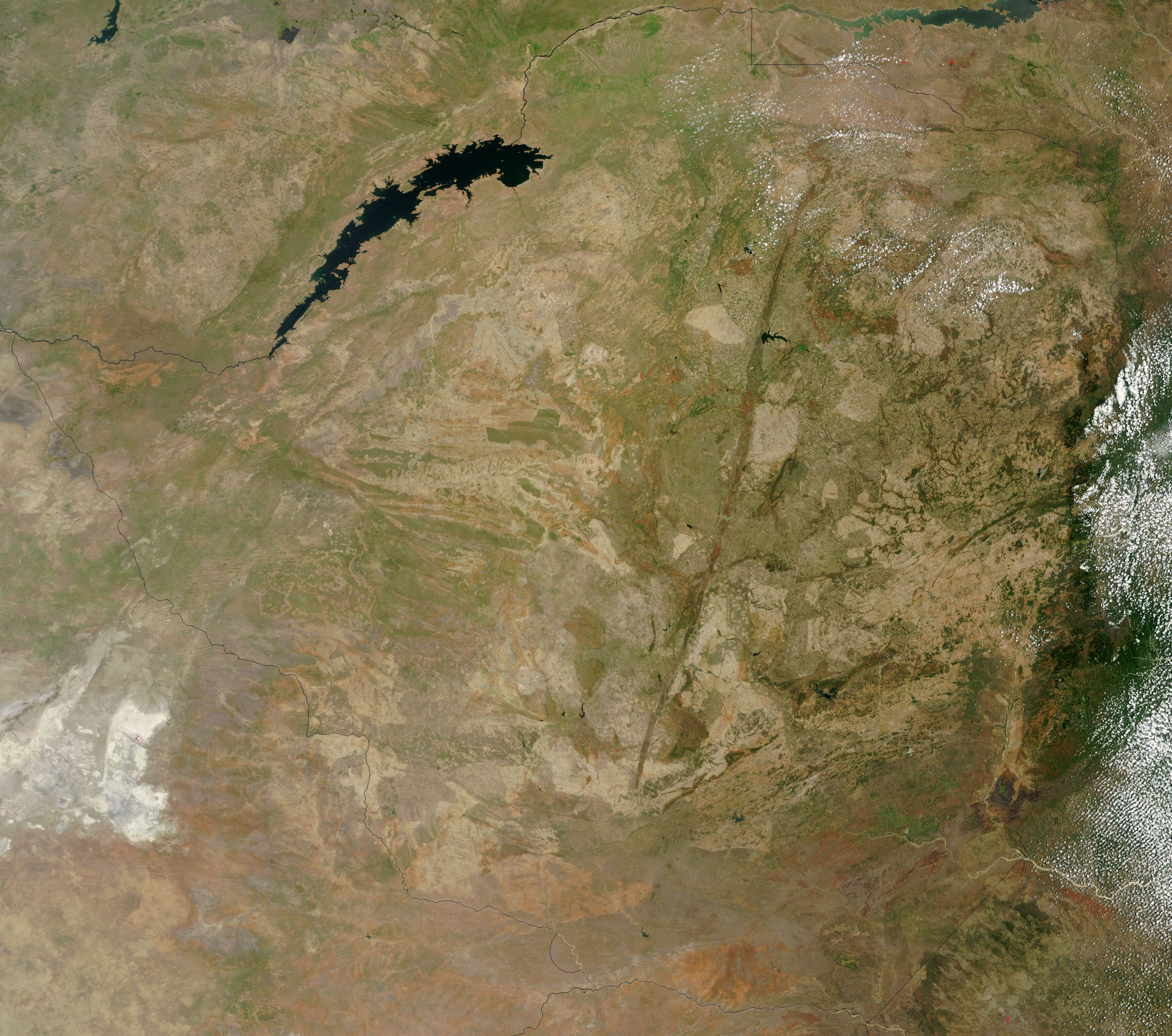
Zimbabwe z kosmosu

Zimbabwe leży na obszarze będącym częścią prekambryjskiej platformy afrykańskiej. Terytorium Zimbabwe jest pokryte krystalicznymi skałami zbudowanymi przeważnie z granitów. Tereny miejscami są przykryte utworami osadowymi pochodzącymi z późnego prekambru.
Większość kraju jest wyżynna, obszary te składają się z trzech części zwanych weldami. Wysoki Weld to obszar o wysokości od 1200 do 1800 m n.p.m. Znajduje się tam najwyższy szczyt kraju – Inyangani o wysokości 2593 m n.p.m., leżący przy granicy z Mozambikiem. Średni Weld to obszar wyżyn o wysokości od 600 do 1200 m n.p.m. Zarówno Średni Weld jak i Wysoki Weld zajmują całą centralną część kraju od zachodniej do wschodniej granicy.
Niski Weld o wysokości od 400 do 600 m n.p.m. leży po obu stronach centralnego obszaru, zwanego Wyżyną Zimbabwe. Tereny te w zasadzie także wyżynne, stanowią obniżenie owej wyżyny. Centralną część kraju (Wysoki Weld i część Średniego Weldu) zajmują płaskowyże – Matabele i Maszona o średniej wysokości od 1000 do 1600 m n.p.m. Tereny te są monotonne, a miejscami rozcinają je głęboko wcięte doliny rzeczne. Jedna z tych dolin, zwana Wielką Dajką o długości 480 km jest wąską intruzją skał wulkanicznych. Masywy górskie zajmują niewielką część kraju, głównie wschodnią część kraju.
Tereny nizinne pokrywają niewielki procent kraju. Pierwsze obniżenie leży na samej północy i wchodzi w skład doliny rzeki Zambezi. Drugi obszar nizinny zajmuje południowo-wschodnią część Zimbabwe. Jest to obszar, który przechodzi w Nizinę Mozambicką, ciągnącą się szerokim pasem wzdłuż Oceanu Indyjskiego (terytorium Mozambiku).

## Klimat

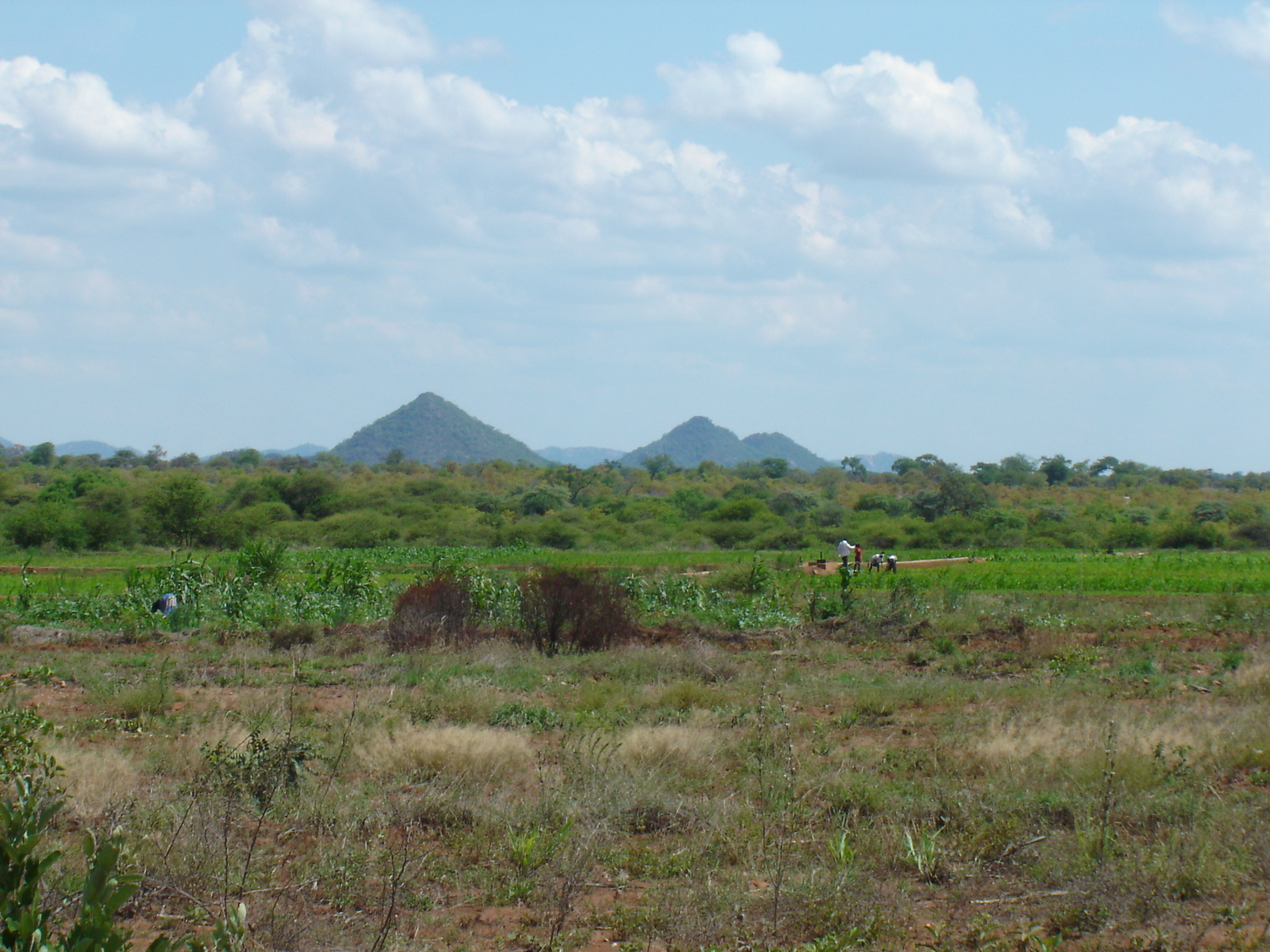
Średni Weld, obszar płaskowyży Zimbabwe

Zimbabwe leży w obszarze dwóch stref klimatycznych. Pierwsza to obszar klimatu zwrotnikowego na południu kraju, a druga to obszar klimatu podrównikowego. Środkowa część kraju posiada suchą odmianę, a także spory obszar północnej części Zimbabwe. Jedynie rejon gór w północno-wschodniej części kraju jest bardziej wilgotny.
Południe kraju, zwłaszcza dolina rzeki Limpopo, to tereny, gdzie średnio w ciągu roku spada około 400 mm deszczu. Cały obszar południowego Zimbabwe jest suchy, a średnia wysokość opadów wynosi tam od 500 do 600 mm. Środkowa część kraju otrzymuje więcej opadów: średnio jest to od 600 do 900 mm rocznie. Jeszcze wyższe opady występują na północy i na północnym wschodzie. Największe ilości opadów otrzymują obszary górskie – maksimum to 1400 mm rocznie. W kraju występuje jedna pora sucha i jedna deszczowa. Jedynie w górach, zwłaszcza w masywie Inyangani, nie ma wyraźnej pory suchej, ponieważ tereny te leżą powyżej 2000 m n.p.m.
Amplitudy termiczne są dość wysokie z racji oddalenia od równika, suchości klimatu i oddalenia od mórz i oceanów. Średnie roczne temperatury wynoszą od 16 do 21 °C. Większość powierzchni kraju jest stosunkowo chłodna ze względu na wysokość nad poziomem morza. W najwyższych partiach gór występują przymrozki, a średnie temperatury wynoszą około 12-15 °C. Najcieplejsze obszary Zimbabwe leżą na północy kraju. W najcieplejszym miesiącu październiku temperatury wynoszą średnio 27 °C, a w najchłodniejszym czerwcu – około 22 °C. Zimbabwe pomimo swego położenia geograficznego nie cechuje się upalnymi temperaturami.

## Wody

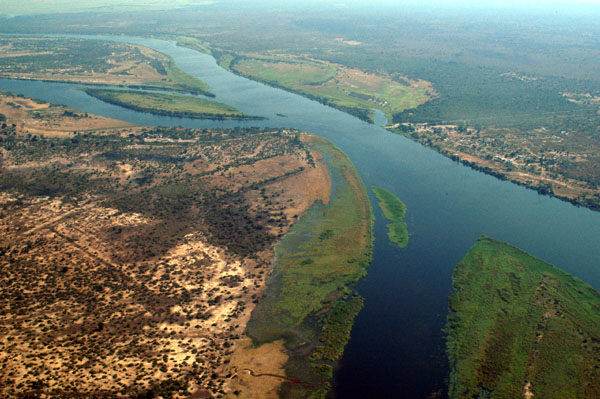
Rzeka Zambezi

Zimbabwe niemal na całej swej powierzchni należy do zlewiska Oceanu Indyjskiego. Tylko zachodnie krańce państwa należą do bezodpływowych obszarów Kotliny Kalahari. Sieć rzeczna kraju jest gęsta i odwadniają ją dwie główne rzeki – Zambezi i Limpopo, obie są rzekami, które na większości swych odcinków wyznaczają granice kraju. Zarówno do Limpopo jak i do Zambezi z obszarów wyżynnych spływają liczne rzeki. Wszystkie rzeki kraju są stałe, cechują się jednak mniejszymi lub większymi wahaniami swych wodostanów.
Największą rzeką kraju jest Zambezi, gdzie na bazaltowym progu przecinającym jej koryto powstały potężne Wodospady Wiktorii. Ta wielka rzeczna formacja składa się z kilku dużych progów. Najwyższy z nich – Mosicatunga – ma wysokość 108 m. Cały system wodospadów jest szeroki na 1800 m i rozdzielony małymi skalistymi wyspami. Zambezi ze względu na dużą liczbę bystrzy nie jest żeglowna.

## Gleby
Prawie cała powierzchnia państwa pokryta jest luwisolami, które charakteryzują się intensywną czerwoną barwą. Na południu kraju pomiędzy rzekami Limpopo i Lundi występują piaszczyste arenosole.

## Flora

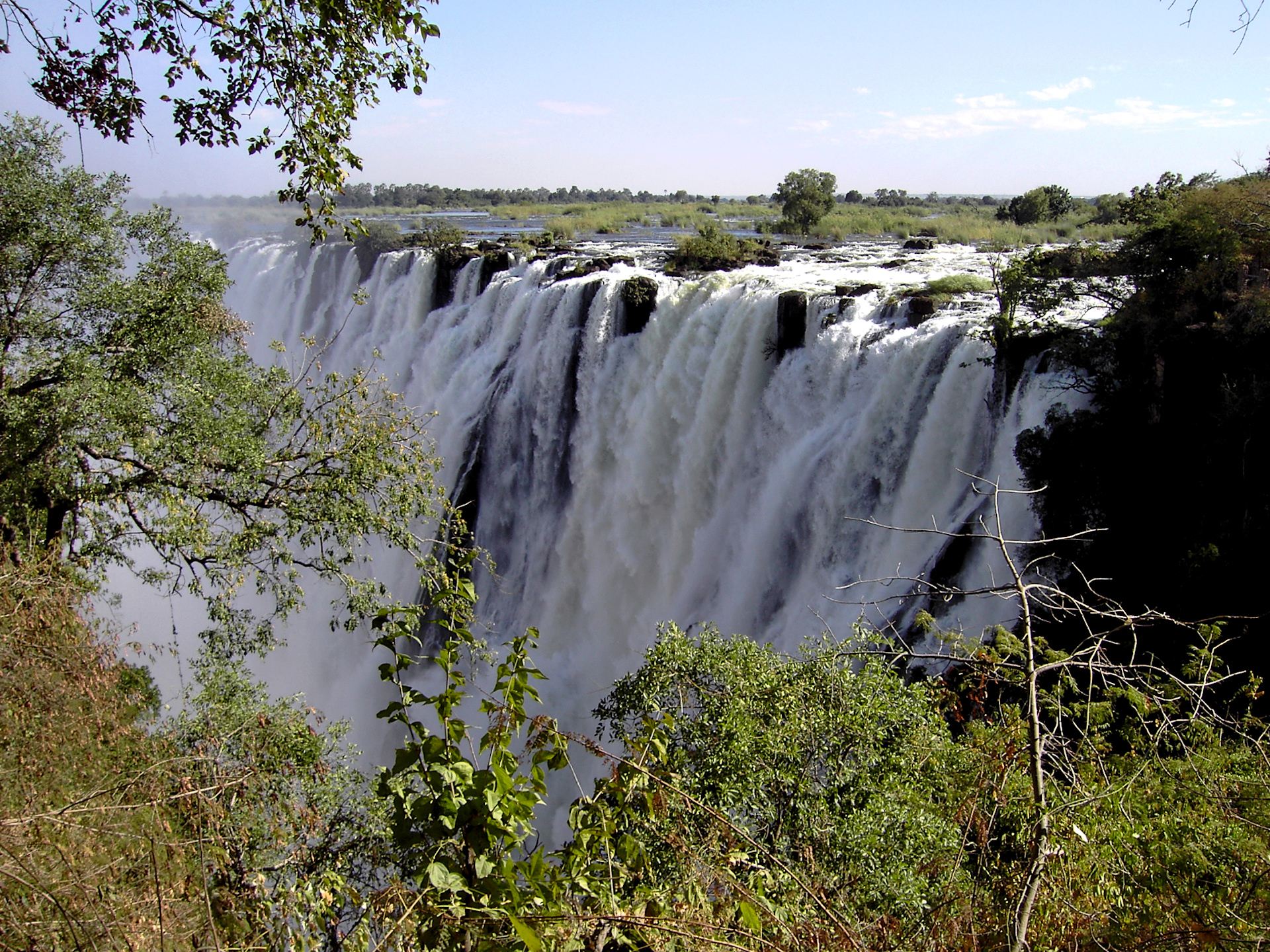
Wodospad Wiktorii

W Zimbabwe dominują dwa typy formacji roślinnych. Są to suche sawanny i widne lasy tropikalne. Sawanny występują na południu kraju oraz na północnym zachodzie w rejonie obejmującym dolinę rzeki Zambezi. Sawanny występują głównie w suchej odmianie, z niskimi akacjami i kolczastymi krzewami, oraz niskimi, wysychającymi w porze suchej trawami.
Widne lasy tropikalne (miombo) zajmują większość powierzchni kraju. Są to formacje, których drzewa zrzucają liście w porze suchej. W górach Inyangani rośnie górska odmiana wiecznie zielonych lasów tropikalnych. W najwyższych partiach gór, gdzie panuje dość chłodny klimat, dominuje roślinność afroalpejska. Doliny rzeki Zambezi i Limpopo są porośnięte lasami mopane.

## Fauna
Świat zwierząt jest bogaty w liczbę gatunków jak i ich liczebność. Występują zarówno zwierzęta drapieżne, takie jak lwy, gepardy i hieny, jak i też szeroki wachlarz afrykańskich roślinożerców. Należą do nich występujące w niektórych rejonach słonie, żyrafy i licznie występujące antylopy. Powszechne w lasach są małpy, których głównym przedstawicielem jest pawian. Rzeki zajmują hipopotamy i krokodyle. Świat ptaków i gadów także jest bogaty. Do jadowitych węży Zimbabwe należą kobra i mamba. Z ptaków na sawannach dominują strusie, a w lasach papugi. Nad wodami powszechne są flamingi i pelikany.
Powierzchnia obszarów chronionych jest duża i zajmuje 13% ogólnej powierzchni kraju. Istnieje kilkanaście parków narodowych, z których najbardziej znanymi są Park Narodowy Inyanga i Park Narodowy Wodospadów Wiktorii.